# Городское поселение Воскресенск
Городско́е поселе́ние Воскресе́нск — упразднённое муниципальное образование в Воскресенском муниципальном районе Московской области.
Крупнейший населённый пункт — город Воскресенск.

## Общие сведения
Образовано в ходе муниципальной реформы, в соответствии с Законом Московской области от 29.12.2004 года № 199/2004-ОЗ «О статусе и границах Воскресенского муниципального района и вновь образованных в его составе муниципальных образований».
4 мая 2019 года Воскресенский муниципальный район был упразднён, а все входившие в него городские и сельские поселения объединены в новое единое муниципальное образование — городской округ Воскресенск.

## География
Расположено в южной части Воскресенского района. На западе граничит с сельским поселением Фединским, на севере — с сельским поселением Ашитковским, на востоке — с городским поселением Хорлово, на юге — с сельскими поселениями Хорошовским и Радужным Коломенского района. Площадь территории городского поселения составляет 9079 га.

## Население
| 2006    | 2007    | 2008    | 2009    | 2010    | 2011    |
| ------- | ------- | ------- | ------- | ------- | ------- |
| 94 245  | ↘92 844 | ↘91 136 | ↗93 399 | ↗94 085 | ↗94 887 |
| 2012    | 2013    | 2014    | 2015    | 2016    | 2017    |
| →94 887 | ↗95 506 | ↗96 167 | ↗96 463 | ↗96 774 | ↘96 691 |
| 2018    | 2019    |         |         |         |         |
| ↘96 236 | ↘95 885 |         |         |         |         |

## Населённые пункты
В состав городского поселения входят город Воскресенск и 4 населённых пункта упразднённой административно-территориальной единицы — Чемодуровского сельского округа:
| Вид     | Наименование | Население, 2006 | ОКАТО          |
| ------- | ------------ | --------------- | -------------- |
| город   | Воскресенск  | 95 071          | 46 206 501     |
| деревня | Маришкино    | 371             | 46 206 850 002 |
| деревня | Трофимово    | 31              | 46 206 850 003 |
| деревня | Хлопки       | 60              | 46 206 850 004 |
| деревня | Чемодурово   | 1783            | 46 206 850 001 |

## Власть
Глава городского поселения — Владович Алексей Сергеевич.
Число депутатов в представительном органе городского поселения Воскресенск определено в соответствии с законом Московской области от 30 марта 2005 г. № 96/2005-ОЗ «Об обеспечении реализации отдельных положений Федерального закона „Об общих принципах организации местного самоуправления в Российской Федерации“» и составляет 20 человек.